# Austroicetes frater
Austroicetes frater là một loài châu chấu sống ở Úc trong chi Austroicetes.
Nó được tìm thấy tại nhiều vùng của Tây Úc, Nam Úc, Victoria, Tasmania, Yorktown và New South Wales. Thông tim về loài này được công bố trong Jahresheft des Naturwissenschaftlichen Vereines des Trencsiner Comitates (Jahresh. Naturwiss. Ver. Trencsiner Comit.) 19-20 của Karel Brancsik năm 1897. Không có phân loài được công nhận (theo Catalogue of Life).

## Từ nguyên
Tên chi - Austroicetes nghĩa là "miền nam". Nó xuất phát từ tiếng Latin "austr". Từ "frater", từ tiếng Anh Trung Cổ "freitour" và tiếng Pháp cổ "fraitur", nghĩa là "huynh đệ" hay "thành viên trong cùng đất nước".